# Ли Сонхе
Ли Сонхе (кор. 이성혜; род. 11 ноября 1988, Сеул) — южнокорейская фотомодель и актриса, «Мисс Корея 2011», участница конкурса красоты «Мисс Вселенная 2012». 

## Биография
Ли Сонхе родилась 11 ноября 1988 года в Сеуле.
В августе 2011 года выиграла национальный конкурс красоты и была коронована как «Мисс Корея». Она получила право представлять Южную Корею на «Мисс Вселенная 2012». В декабре 2012 года она участвовала на международном конкурсе «Мисс Вселенная», но в топ-16 не вошла.